# Pro Cavese Calcio 1989-1990
Questa voce raccoglie le informazioni riguardanti la Pro Cavese Calcio nelle competizioni ufficiali della stagione 1989-1990.

## Rosa
| N. |                   | Ruolo | Calciatore           |
| -- | ----------------- | ----- | -------------------- |
|    | Italia (bandiera) | D     | Guglielmo Accardi    |
|    | Italia (bandiera) | C     | Luciano Carafa       |
|    | Italia (bandiera) | P     | Vincenzo Criscuolo   |
|    | Italia (bandiera) |       | Della Rocca          |
|    | Italia (bandiera) | A     | Fabrizio Del Rosso   |
|    | Italia (bandiera) | D     | Vincenzo Del Vecchio |
|    | Italia (bandiera) |       | Di Palma             |
|    | Italia (bandiera) | C     | Antonio Latrofa      |
|    | Italia (bandiera) | C     | Sandro Luciano       |
|    | Italia (bandiera) | C     | Sergio Mari          |
|    | Italia (bandiera) | P     | Dario Marigo         |
|    | Italia (bandiera) | C     | Ennio Mastalli       |
|    | Italia (bandiera) | C     | Guido Missano        |

| N. |                   | Ruolo | Calciatore           |
| -- | ----------------- | ----- | -------------------- |
|    | Italia (bandiera) | A     | Aurelio Pagano       |
|    | Italia (bandiera) | C     | Francesco Pesacane   |
|    | Italia (bandiera) | A     | Pierluigi Pierozzi   |
|    | Italia (bandiera) | D     | Adriano Polenta      |
|    | Italia (bandiera) | A     | Maurizio Ruocco      |
|    | Italia (bandiera) | D     | Giovanni Schettini   |
|    | Italia (bandiera) | P     | Pasquale Senatore    |
|    | Italia (bandiera) | D     | Mario Solimeno       |
|    | Italia (bandiera) | C     | Attilio Sorbi        |
|    | Italia (bandiera) | A     | Francesco Sorrentino |
|    | Italia (bandiera) | A     | Bruno Spinelli       |
|    | Italia (bandiera) | D     | Massimo Spinelli     |
|    | Italia (bandiera) |       | Trezza               |

## Risultati

### Serie C2

#### Girone di andata
| 17 settembre 1989 1ª giornata | Pro Cavese | 4 – 3 | Trapani |  |

| 24 settembre 1989 2ª giornata | Fasano | 2 – 1 | Pro Cavese |  |

| 1º ottobre 1989 3ª giornata | Pro Cavese | 2 – 0 | Martina |  |

| 8 ottobre 1989 4ª giornata | Vigor Lamezia | 1 – 1 | Pro Cavese |  |

| 15 ottobre 1989 5ª giornata | Pro Cavese | 1 – 0 | Frosinone |  |

| 22 ottobre 1989 6ª giornata | Potenza | 1 – 1 | Pro Cavese |  |

| 29 ottobre 1989 7ª giornata | Pro Cavese | 0 – 0 | Battipagliese |  |

| Cava de' Tirreni 5 novembre 1989 8ª giornata | Pro Cavese           | 0 – 0 | Nola | Stadio Simonetta Lamberti (2799 spett.)\| Arbitro: \| Stefanelli (Bologna) \| |
| Arbitro:                                     | Stefanelli (Bologna) |       |      |                                                                               |

| 12 novembre 1989 9ª giornata | Acireale | 1 – 1 | Pro Cavese |  |

| 19 novembre 1989 10ª giornata | Pro Cavese | 1 – 1 | Turris |  |

| 26 novembre 1989 11ª giornata | Ostia Mare | 0 – 2 | Pro Cavese |  |

| 3 dicembre 1989 12ª giornata | Lodigiani | 0 – 0 | Pro Cavese |  |

| 10 dicembre 1989 13ª giornata | Pro Cavese | 0 – 3 | Atletico Leonzio |  |

| 17 dicembre 1989 14ª giornata | Pro Cavese | 2 – 1 | Kroton |  |

| 30 dicembre 1989 15ª giornata | Altamura | 1 – 0 | Pro Cavese |  |

| 7 gennaio 1990 16ª giornata | Pro Cavese | 1 – 1 | Latina |  |

| 14 gennaio 1990 17ª giornata | Adelaide Nicastro | 0 – 2 | Pro Cavese |  |

#### Girone di ritorno
| 28 gennaio 1990 18ª giornata | Trapani | 1 – 0 | Pro Cavese |  |

| 4 febbraio 1990 19ª giornata | Pro Cavese | 1 – 0 | Fasano |  |

| 11 febbraio 1990 20ª giornata | Martina | 1 – 1 | Pro Cavese |  |

| 18 febbraio 1990 21ª giornata | Pro Cavese | 0 – 0 | Vigor Lamezia |  |

| 4 marzo 1990 22ª giornata | Frosinone | 2 – 0 | Pro Cavese |  |

| 11 marzo 1990 23ª giornata | Pro Cavese | 1 – 0 | Potenza |  |

| 18 marzo 1990 24ª giornata | Battipagliese | 4 – 0 | Pro Cavese |  |

| Arbitro: | Scarcelli (Cosenza) |

|             |           |              |
| Collaro 31’ | Marcatori | 66’ Pierozzi |

| 1º aprile 1990 26ª giornata | Pro Cavese | 1 – 1 | Acireale |  |

| 8 aprile 1990 27ª giornata | Turris | 0 – 0 | Pro Cavese |  |

| 14 aprile 1990 28ª giornata | Pro Cavese | 2 – 3 | Ostia Mare |  |

| 29 aprile 1990 29ª giornata | Pro Cavese | 0 – 0 | Lodigiani |  |

| 6 maggio 1990 30ª giornata | Atletico Leonzio | 1 – 1 | Pro Cavese |  |

| 13 maggio 1990 31ª giornata | Kroton | 0 – 0 | Pro Cavese |  |

| 20 maggio 1990 32ª giornata | Pro Cavese | 0 – 0 | Altamura |  |

| 27 maggio 1990 33ª giornata | Latina | 0 – 0 | Pro Cavese |  |

| 3 giugno 1990 34ª giornata | Pro Cavese | 1 – 0 | Adelaide Nicastro |  |